# وادی فرا
وادی فرا (انگلیسی: Wadi Fara) یک منطقهٔ مسکونی در امارات متحده عربی است که در رأس‌الخیمه واقع شده‌است